# Johann Caspar von Orelli
Johann Caspar von Orelli, född 13 februari 1787 i Zürich, död där 6 januari 1849, var en schweizisk filolog.
Orelli, som var professor vid universitetet i Zürich, utgav en mängd värdefulla textupplagor av bland andra Cicero (8 band, 1826–1837), Horatius (2 band, 1837–1838), Platon (4 band, 1839–1842) och Tacitus (2 band, 1846–1848).